# Ernest Popplewell, Baron Popplewell
Ernest Popplewell, Baron Popplewell CBE JP (* 10. Dezember 1899; † 11. August 1977) war ein britischer Politiker der Labour Party, der mehr als zwanzig Jahre lang Abgeordneter des House of Commons war und 1966 als Life Peer aufgrund des Life Peerages Act 1958 Mitglied des House of Lords wurde.

## Leben
Popplewell arbeitete nach dem Schulbesuch als Signalarbeiter bei British Railways. Er wurde bei den Unterhauswahlen am 5. Juli 1945 als Kandidat der Labour Party erstmals als Abgeordneter in das House of Commons gewählt und vertrat dort bis zu seinem Mandatsverzicht am 10. März 1966 fast 21 Jahre lang den Wahlkreis Newcastle upon Tyne West. Während der Amtszeit von Premierminister Clement Attlee war er zwischen 1947 und 1951 Vize-Kammerherr des Königlichen Haushalts (Vice-Chamberlain of the Royal Household).
Nach der Niederlage der Labour Party bei den Unterhauswahlen am 25. Oktober 1951 war er zwischen 1951 und 1955 Parlamentarischer Geschäftsführer der oppositionellen Labour-Fraktion (Opposition Whip), ehe er zwischen 1955 und 1959 stellvertretender Parlamentarischer Hauptgeschäftsführer (Deputy Opposition Chief Whip) war. Während seiner Unterhauszugehörigkeit war er zuletzt zwischen 1964 und 1966 Vorsitzender des Unterhausausschusses für verstaatlichte Industrieunternehmen (Select Committee on Nationalised Industries).
Knapp drei Monate nach seinem Ausscheiden aus dem Unterhaus wurde Popplewell, der zeitweilig als Friedensrichter (Justice of the Peace) wirkte und für seine Verdienste 1951 Commander des Order of the British Empire wurde, durch ein Letters Patent vom 6. Juni 1966 aufgrund des Life Peerages Act 1958 als Life Peer mit dem Titel Baron Popplewell, of Sherburn in Elmet in the West Riding of the County of Yorkshire, in den Adelsstand erhoben. Seine Einführung (Introduction) in das Oberhaus erfolgte an der Seite von William Henderson, 1. Baron Henderson und Arthur Champion, Baron Champion am 29. Juni 1966. Er gehörte damit bis zu seinem Tod dem House of Lords als Mitglied an.
1967 wirkte er zusammen mit Billy Blyton, Baron Blyton als einer der beiden „Sponsoren“ bei der Einführung des langjährigen Präsidenten der Vereinigten Gewerkschaft der Kesselschmiede, Schiffsbauer, Schmiede und Bauarbeiter(Amalgamated Society of Boilermakers, Shipwrights, Blacksmith and Structural Workers) Edward Hill, Baron Hill of Wivenhoe als Mitglied des Oberhauses mit.